# Liston-amputálókés

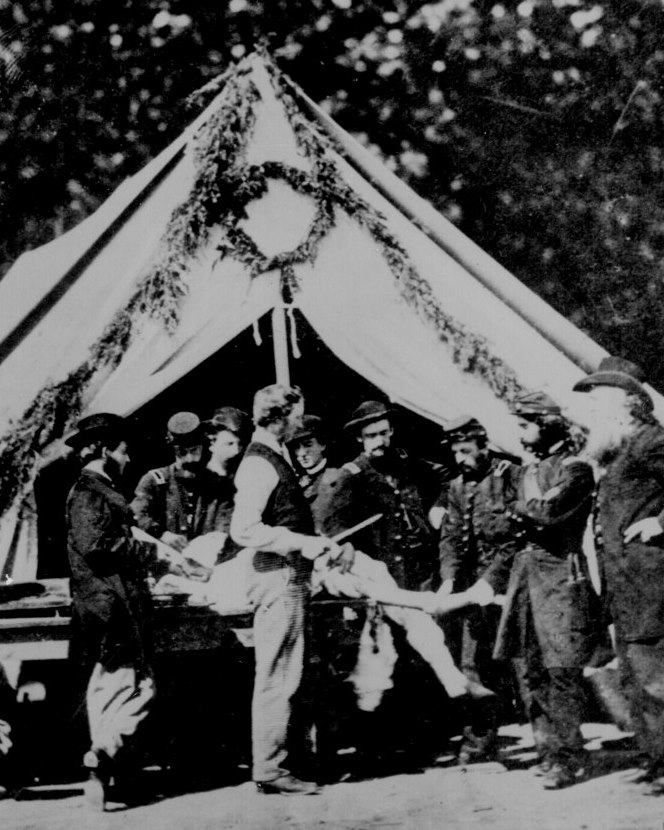
Amputálás egy Liston-amputálókéssel egy amerikai katonai táborban (1863)

A Liston-amputálókés olyan kés, melyet a sebészetben használnak amputálásra. Rendkívül éles a pengéje. Nem csorbul ki az éle, ha izmokat, porcokat vagy egyéb szövetet vágnak vele. A penge hossza általában 20 cm körül van.
A nevét Robert Liston brit katonaorvosról kapta, aki a Krími háborúban a csatatereken végzett amputálásokat.